# قائمة أندية كرة القدم في ليختنشتاين
في ليختنشتاين، لا يوجد اتحاد كرة قدم وطني حيث تلعب الأندية السبعة في نظام الدوري السويسري لكرة القدم.

## قائمة الأندية
| النادي    | المدينة    | الملعب              | السعة | مستوى الدوري (2019–20) |
| --------- | ---------- | ------------------- | ----- | ---------------------- |
| بلزرس     | بلزرس      | ملعب رايناو         | 2,000 | 4                      |
| أشن/مورين | أشن ومورين | ملعب أشن مورين      | 2,000 | 4                      |
| روجل      | روجل       | فرايتسايتبارك ويداو | 500   | 6                      |
| شان       | شان        | ملعب راينفيسي       | 1,500 | 8                      |
| تريسين    | تريسين     | ملعب بلوميناو       | 2,100 | 7                      |
| تريسنبيرج | تريسنبيرج  | ملعب ليتاويس        | 800   | 7                      |
| فادوتس    | فادوتس     | ملعب راين بارك      | 7,584 | 2                      |